# Боско (Тренто)
Боско је насеље у Италији у округу Тренто, региону Трентино-Јужни Тирол.
Према процени из 2011. у насељу је живело 191 становника. Насеље се налази на надморској висини од 775 м.